# Synchronisation de données
 (novembre 2021).

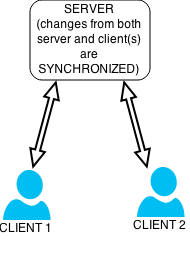
Schéma expliquant la synchronisation de données.

La synchronisation de(s) données a pour but de faire correspondre le contenu de deux sources de données. 
Cette appellation est utilisée plus particulièrement dans le cadre des gestionnaires d'informations personnelles (PIM ou Personal Information Manager), et c'est dans ce cadre que la suite de cet article sera rédigée.
Les PIM sont des outils permettant de gérer le plus souvent un carnet d'adresses (Contacts), un calendrier (Agenda), une liste de tâches (ToDo List) et des notes, fonctionnalités auxquelles s'ajoutent parfois une liste de favoris (URL) et un porte-documents (fichiers).
On traite souvent de manière connexe à ce sujet la synchronisation d'e-mail, bien que cette fonctionnalité emploie des techniques relativement classiques de transmission de messages et n'entre pas strictement dans le cadre de la synchronisation de données.
On retrouve ces fonctionnalités sur la plupart des assistants personnels (PDA), mais également dans la plupart des téléphones intelligents (Smartphones) qui jouent désormais ce rôle. C'est en général avec ces équipements que s'effectue la synchronisation de données, soit localement (relié à un poste de travail par l'utilisation d'un câble série ou USB), soit en situation de mobilité (OTA ou « Over The Air ») à travers un réseau Wi-Fi ou le réseau d'un opérateur mobile.